# Grey Suit
Albums de Suho
Self-Portrait
(2020)
Singles
1. Grey Suit
Sortie : 4 avril 2022
2. Hurdle
Sortie : 7 avril 2022

Grey Suit est le second EP de l'artiste Suho, un des membres du boys band sud-coréano-chinois EXO, et est sorti le 4 avril 2022 sous SM Entertainment et distribué par Dreamus Company Korea.

## Contexte et sortie
Le 20 mars 2022, Suho a publié une mystérieuse vidéo teaser faisant allusion à une sortie à venir, avec comme légende :  "Enfin, l'homme enlève son costume gris.". La semaine précédente, après avoir été rentré de l'armée, le chanteur a partagé une lettre manuscrite à ses fans dans laquelle il a laissé entendre qu'il préparait déjà un "cadeau" spécial pour ses fans. Bien qu'il n'ait pas partagé plus de détails sur le cadeau qu'il avait en réserve, ce dernier a écrit: “J'espère que ce sera un cadeau qui vous fera sentir que ça valait la peine de m'attendre.”.
Le 10 mars, les médias sud-coréens ont annoncé que le chanteur ferait son retour avec un second mini-album solo prévu pour courant avril. Plus tard, SM Entertainment a confirmé l'information. 
Le 23 mars, l'agence a annoncé que Suho ferait son comeback le 4 avril avec un second mini-album intitulé Grey Suit, il devrait être constitué de six titres au total. Une première image teaser a également été mise en ligne par ailleurs. Du 28 mars au 3 avril, des photos et vidéos teasers sont postées régulièrement. Le 1er avril, un premier teaser du clip est publié, ainsi qu'un second le 3. Enfin, le 4 avril, l'album est sorti dans les bacs ainsi que le clip musical de "Grey Suit", dont le titre est présenté comme single principal de l'EP. Cependant, le 6 avril, un teaser d'un second clip sort, le titre qui l'accompagne est "Hurdle". Le lendemain, le clip sort, faisant de ce titre, le second single du mini-album.
Dans une interview donnée avant la sortie de son deuxième mini-album, Suho a été invité à décrire le thème du "temps" de l'album. Suho a révélé qu'il s'agissait de son absence dans l'armée et a expliqué : “À travers un album, je voulais communiquer les émotions que j'ai ressenties et vécues au cours de l'année et des neuf mois que je n'ai pas pu rencontrer de fans.”.
Suho a expliqué que le titre de l'album "Grey Suit" était une métaphore, partageant : “C'est un motif que j'ai tiré du livre Momo. Lorsque vous lisez le livre, il y a des gens en costume gris qui prennent du temps aux autres. Au centre du roman se trouvent les messieurs en costume gris qui volent le temps et la mystérieuse fille Momo qui poursuit ces messieurs pour récupérer le temps des autres. Bien que ce soit un conte de fées, c'est un roman que les adultes peuvent aussi lire et qui traite de la valeur du temps.”.
Il a poursuivi: “D'un certain point de vue, l'année et les neuf mois pendant lesquels je n'ai pas pu rencontrer de fans me semblent du temps perdu. J'ai utilisé les messieurs en costume gris qui volent le temps comme métaphore du nom de mon album. Pendant ce temps, j'ai regardé mes membres faire la promotion et j'ai pensé : « Le monde est si beau et le temps passe si vite, mais je suis le seul coincé en ce moment. L'époque dans laquelle je vis maintenant est en noir et blanc, mais ce monde est coloré. »”.

## Promotion
Le jour même de la sortie du mini-album, le chanteur a tenu dans un premier temps une conférence de presse animée par Kai, puis un live qui a été retransmis en direct sur YouTube. Quelques heures après la sortie de l'EP, il a participé à une émission de radio, qu'il réitèrera le lendemain et le 12 avril. Le 7 avril, il a commencé à interpréter le single principal dans les émissions musicales sud-coréennes et "Hurdle".

## Accueil

### Succès commercial
Au lendemain de sa sortie, il a été révélé que le mini-album avait pris la première place du Top Albums Charts de iTunes dans 59 pays différents depuis sa sortie. L'EP figure également en tête des classements d'albums physique en Corée du Sud sur Hanteo Chart et Synnara Record.

## Liste des titres
| Grey Suit | Grey Suit    | Grey Suit                                 | Grey Suit                                    | Grey Suit | Grey Suit | Grey Suit | Grey Suit | Grey Suit | Grey Suit |
| No        | Titre        | Auteur                                    | Producteur(s)                                | Durée     |           |           |           |           |           |
| --------- | ------------ | ----------------------------------------- | -------------------------------------------- | --------- | --------- | --------- | --------- | --------- | --------- |
| 1.        | Morning Suit | Gila, Noday, Park Moon-chi, Suho          | Gila, Noday, Oiaisle, Park Moon-chi          | 4:06      |           |           |           |           |           |
| 2.        | Grey Suit    | Jo Yoon-kyung, Suho                       | Park Seul-gi (153/Joombas), Oi (153/Joombas) | 3:42      |           |           |           |           |           |
| 3.        | Hurdle       | Gila, Noday, Oiaisle, Park Moon-chi, Suho | Gila, Noday, Oiaisle, Park Moon-chi          | 3:06      |           |           |           |           |           |
| 4.        | Decanting    | Oiaisle, John OFA Rhee, Bymore, Suho      | Oiaisle, Rhee, Bymore                        | 3:52      |           |           |           |           |           |
| 5.        | Bear Hug     | Oiaisle, Rhee, Bymore, Suho               | Oiaisle, Rhee, Bymore                        | 4:28      |           |           |           |           |           |
| 6.        | Moment       | Moon Seol-ri, Suho                        | Andy Love, Alysa                             | 3:19      |           |           |           |           |           |
| 22:35     |              |                                           |                                              |           |           |           |           |           |           |

## Classements

### Classements hebdomadaires
| Classements                        | Meilleure position |
| ---------------------------------- | ------------------ |
| South Korea (Gaon)                 | 2                  |
| US World Albums (Billboard)        | 13                 |
| Japan Hot Albums (Billboard Japan) | 9                  |
| Japanese Albums (Oricon)           | 12                 |

### Classement mensuel
| Classement         | Meilleure position |
| ------------------ | ------------------ |
| South Korea (Gaon) | 5                  |

### Classement annuel
| Classement         | Meilleure position |
| ------------------ | ------------------ |
| South Korea (Gaon) | 66                 |

## Ventes
| Pays               | Ventes  |
| ------------------ | ------- |
| South Korea (Gaon) | 211 107 |
| Japan (Oricon)     | 5 052   |

## Historique de sortie
| Pays         | Date         | Format                   | Label                                   |
| ------------ | ------------ | ------------------------ | --------------------------------------- |
| Corée du Sud | 4 avril 2022 | CD                       | SM Entertainment, Dreamus Company Korea |
| Monde entier | 4 avril 2022 | CD, Téléchargement légal | SM Entertainment                        |